# Prefabrikace
Prefabrikace označuje hromadnou výrobu stavebních dílů. tzv. prefabrikátů
(tedy předvýrobu). Jedná se o činnost, která je prováděna ve specializovaných výrobnách (stavebních továrnách). Jednotlivé prefabrikáty bývají vyrobeny nejčastěji z betonu nebo jiné směsi, mohou být ale vyrobeny i z jiných materiálů jako je např. ocel, dřevo, keramika, plast apod. Jednotlivé prefabrikáty jsou pak na staveniště přiváženy z výroby a vlastní výstavba hrubé stavby probíhá formou montáže jednotlivých dílů.
Prefabrikace výrazně urychluje, zlevňuje a zefektivňuje výstavbu, minimalizuje mokrý proces na stavbě a u prefabrikátů se dosahuje větších rozměrových přesností. Prefabrikované stavby, tvořené z ocelových modulů, je možné v případě nutnosti opět rozebrat a znovu využít pro zcela jinou stavbu na jiném místě. Taktéž je možné stávající stavby rozšiřovat doplněním dalších modulů, nebo je naopak zmenšovat ubráním modulů.
Mezi nevýhody prefabrikace patří nutná přeprava dílců a menší tuhost ve spojích dílců.
Z důvodu přepravy je největší možný rozměr prefabrikátu omezen nejen možnostmi výrobny, ale i rozměry dopravního prostředku, nejčastěji přívěsu nákladního auta, nebo vagonu v případě vlaku.
Jednotlivé výrobky se vyrábějí v různých variantách tvarů a velikostí, ze kterých si může zákazník vybrat. Variant je však vždy omezené množství. Některé podniky nabízejí i zakázkovou výrobu podle konkrétních požadavků, to se však zřetelně projeví na ceně takového výrobku, když nemůže být vyroben sériově v mnoha kusech.

## Betonové prefabrikáty
Snad nejznámějšími betonovými prefabrikáty jsou stavební díly označované jakožto panely, od jejichž názvu pak pochází sousloví panelové sídliště a označení panelák. Kromě panelů se ale může jednat o celou škálu různých jiných betonových stavebních dílů, např.
- dlaždice
- odvodňovací koryta
- trubky
- sloupy
- tvárnice
- díly pro výstavbu plotů

## Keramické prefabrikáty
Veškeré sanitární příslušenství (umyvadla, WC mísy, bidety, vany pro sprchové kouty) je vyráběno z kaolinu podobně jako porcelán. Jednotlivé kusy jsou sériově vyráběny předem a osazovány na stavbě na vymezená místa po dokončení omítek, obkladů a podlah.
Jinou skupinou keramických prefabrikátů jsou cihly, keramické tvárnice, střešní tašky, stropní tvarovky, překlady, hurdisky, patky. Mají barvu červenou, neboť se vyrábí z pálené hlíny. Cihly jsou tradičním zdícím prvkem a vedle dřeva nejstarším prefabrikovaným stavebním materiálem, který se používal už ve starověku.

## Ocelové prefabrikáty
Ocelové prefabrikáty se vyrábí z hutních materiálů - plechy, dráty, tyče, trubky a složitější profily tvaru I, U apod., které se vyrábí v konkrétních tloušťkách i tvarových variantách (tyče kulaté nebo hranaté, stejně tak trubky mohou mít profil kruhový, čtvercový nebo obdélný). Složitější profily jsou navrhovány na základě statických výpočtů tak, aby měly při minimálním množství použitého materiálu maximální nosnost a odolnost proti deformaci v určitém směru. Například profil I má podobnou tuhost jako obdélná trubka stejného rozměru, přitom má však výhodu, že se na její přírubu mohou z obou stran uložit další nosné prvky jako například tzv. hurdisky.
Prefabrikáty, složené z těchto ocelových prvků, pak mohou vytvářet ploty, rolety, schodiště, zábradlí, nebo i složitější části staveb jako jsou střešní vikýře, komíny, vzduchotechnické výdechy, výtahové šachty, nebo dokonce moduly, ze kterých je celá stavba složena.

### Prefabrikované ocelové moduly
Prefabrikované stavební moduly jsou konstrukční prvky, jejichž vzájemným spojováním lze vytvořit celou stavbu. Vedle modulů obecných obsahují i moduly speciální jako např. modul schodišťový nebo sanitární, které jsou vyráběny speciálně pro danou funkci. Výplně stěn, podlah a stropů je u jednotlivých modulů možné libovolně přidávat nebo ubírat v závislosti na tom, zda potřebujeme dané prostory oddělit nebo propojit.